# Didam
Didam est un village situé dans la commune néerlandaise de Montferland, dans la province de Gueldre.
Didam était une commune indépendante jusqu'au 1er janvier 2005. À cette date, elle a fusionné avec Bergh pour former la nouvelle commune de Montferland.

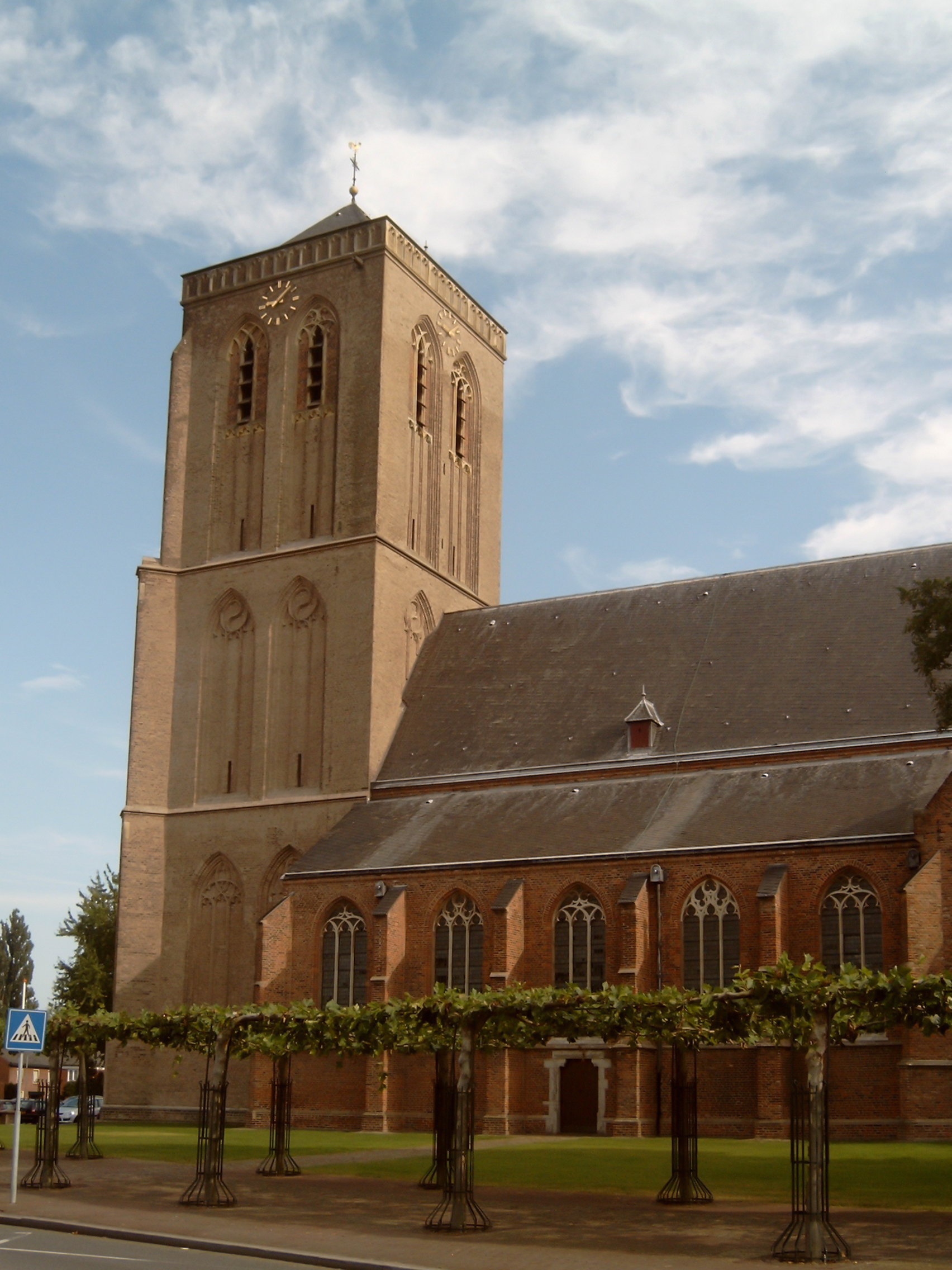
Didam, église: Onze Lieve Vrouw van Altijddurende Bijstand

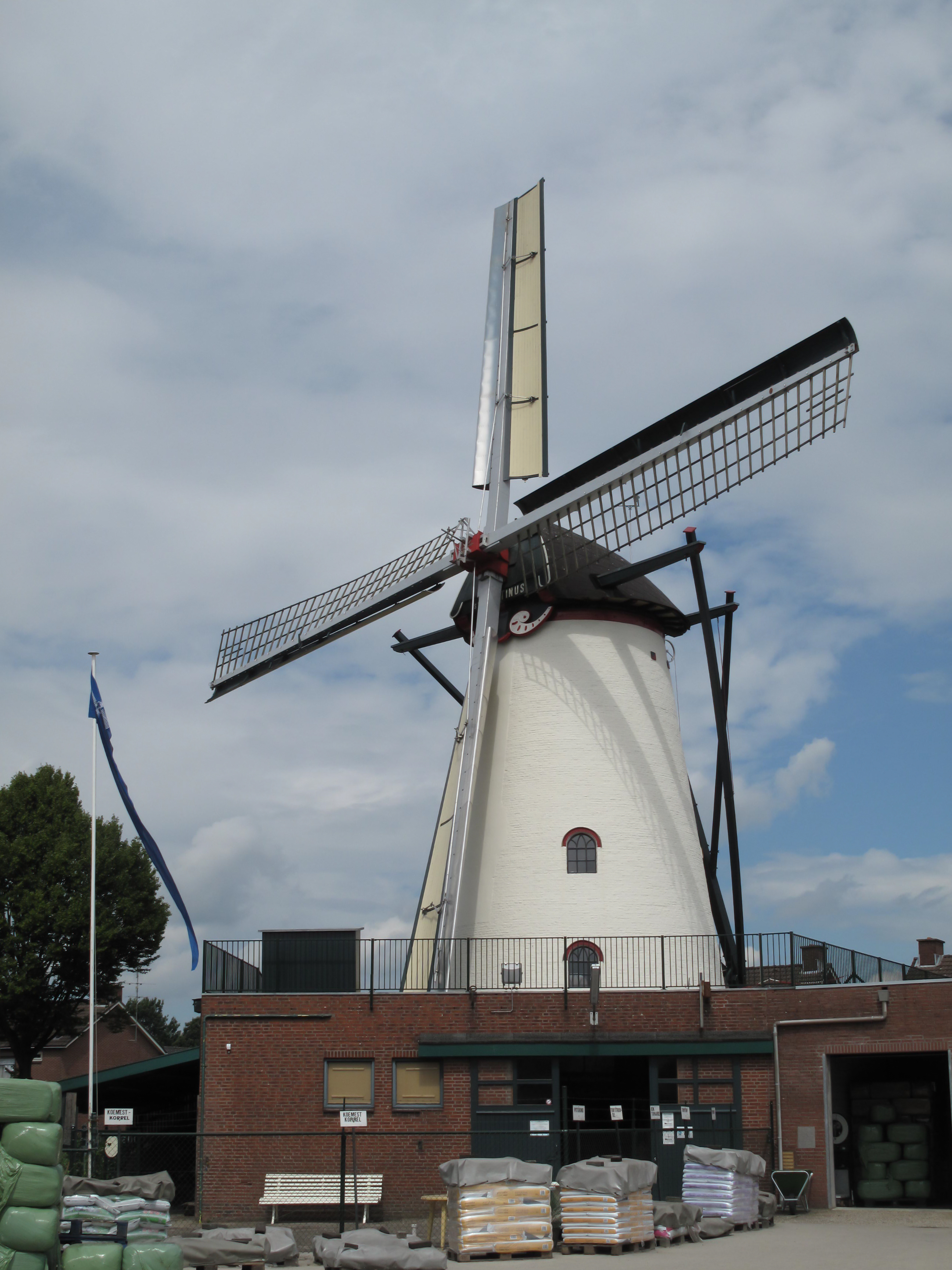
Didam, moulin: molen Sint Martinus

## Personnalités
- Ernie Brandts, footballeur néerlandais